# تشينو هيريرا
تشينو هيريرا (بالإسبانية: Chino Herrera)‏ هو ممثل مكسيكي، ولد في 3 يناير 1903 في ماردة في المكسيك، وتوفي في 29 سبتمبر 1983 في مدينة مكسيكو في المكسيك.

## وصلات خارجية
- تشينو هيريرا على موقع IMDb (الإنجليزية)
- تشينو هيريرا على موقع قاعدة بيانات الفيلم (الإنجليزية)